# Stegastes partitus
Stegastes partitus és una espècie de peix de la família dels pomacèntrids i de l'ordre dels perciformes.

## Morfologia
Els mascles poden assolir els 10 cm de longitud total.

## Distribució geogràfica
Es troba al sud de Florida, les Bahames i el Carib. Probablement s'estén fins al Brasil.